# Єщенко Микола Іванович
Єщенко Микола Іванович (нар. 2 січня 1932, с. Старий Білоус — 2016, м. Чернігів) — майстер з виготовлення музичних інструментів. У 1949—1992 роках (з перервою) працював на Чернігівській фабриці музичних інструментів в експериментальному цеху.

## Життєпис
Виготовляв гітари для багатьох відомих гітаристів не лише України, а й світу, зокрема П. Полухіна, В. Петренка, Л. Андронова, О. Дольського, В. Славського, Г. Шишкіна, М. Комолятова, М. Кошелєва, В. Бєлікова, В. Борзова, Т. Йонаса, А. Сеговія, М. Оффі.
Гітари, виготовлені Миколою Івановичем неодноразово експонувалися та отримували нагороди на республіканських та всесоюзних ВДНГ, а також на міжнародних фестивалях та виставках (Болгарія, 1964; США, 1978, 1990; Угорщина, 1983). Твори Єщенка зберігаються у фондах Чернігівського обласного історичного музею імені Василя Тарновського.